# Logodasjka Reka
Logodasjka Reka (bulgariska: Логодашка Река) är ett vattendrag i Bulgarien.   Det ligger i regionen Blagoevgrad, i den västra delen av landet, 80 km söder om huvudstaden Sofia.
Trakten runt Logodasjka Reka består till största delen av jordbruksmark. Runt Logodasjka Reka är det ganska tätbefolkat, med 54 invånare per kvadratkilometer.